# Lũ lụt Nam Á 2017
Lũ lụt kéo dài đã xảy ra ở các nước Nam Á như Bangladesh, Ấn Độ, Nepal và Pakistan, trong tháng 7 đến tháng 9 năm 2017. Đến ngày 30 tháng 8, hơn 41 triệu người đã bị ảnh hưởng bởi lũ lụt, con số tăng thêm 10% trong ba ngày tiếp theo, lên đến 45 triệu vào ngày 2 tháng 9. Theo UNICEF, trong đó có 16 triệu trẻ em.
The New York Times cho biết khoảng 2.000 người chết vì lũ lụt mỗi năm ở Nam Á trong hai thập kỷ qua, theo cơ sở dữ liệu thảm họa của Trung tâm Nghiên cứu Dịch tễ thảm hoạ (EM-DAT).

## Bối cảnh
Gió mùa kết hợp với mưa xuất hiện ở Nam Á giữa tháng 6 và tháng 9 hằng năm, nhưng mùa mưa năm 2017 đã trở nên tồi tệ hơn mức trung bình, gây ra lũ lụt, và lở đất, với quy mô cao nhất so với những năm gần đây. Các chuyên gia cho biết đây là trận lũ lụt ở Nam Á tệ hại nhất trong nhiều thập kỷ qua, với nguồn cung cấp thực phẩm lâu dài đang bị đe dọa do đất nông nghiệp bị hủy hoại. Tính đến ngày 2 tháng 9, 1.288 người chết, và hơn 45 triệu người bị ảnh hưởng. Số người bị ảnh hưởng ước tính tăng từ 24 triệu lên 41 triệu trong tuần cuối cùng của tháng 8 năm 2017.
Trung tâm Quốc tế về Thay đổi và Phát triển Biến đổi khí hậu (ICCCD) và những chuyên gia khác đã khẳng định rằng trận lụt này đã trở nên trầm trọng hơn do biến đổi khí hậu.

## Các quốc gia bị ảnh hưởng

### Bangladesh
Vào ngày 1 tháng 9, lũ lụt lan rộng một phần ba Bangladesh, chủ yếu ở phía bắc, đông bắc và trung tâm của đất nước. Theo UNICEF, hơn sáu triệu người đã bị ảnh hưởng, ước tính khoảng 8,5 triệu người. thiệt hại tài sản bao gồm gần 700.000 ngôi nhà bị hư hỏng hoặc bị phá hủy, 4.680.000 hecta (11.600.000 mẫu Anh) đất nông nghiệp bị ngập, và hàng ngàn dặm đường bị hư hỏng. Số lượng đất nông nghiệp bị tàn phá trong thời kỳ canh tác lúa gạo, đã làm dấy lên nỗi sợ khủng hoảng lương thực trong nước.
Khoảng 140 người chết vì lũ lụt. Hơn năm mươi nghìn người đã di tản, thêm gần 30.000 người tị nạn năm 2016-17.

### Ấn Độ

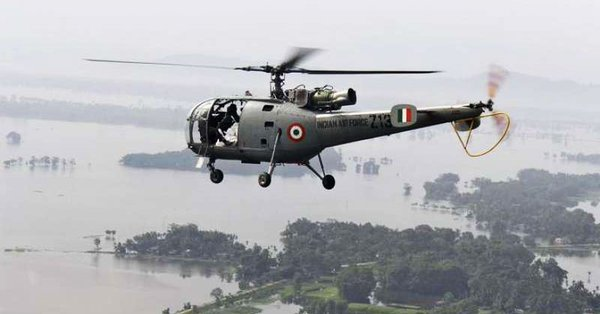
Máy bay trực thăng do Không quân Ấn Độ triển khai để giải cứu ở những vùng bị ngập lụt ở Gujarat

Lũ lụt ở Ấn Độ chủ yếu tập trung ở phía bắc của đất nước, bao gồm Assam, Tây Bengal, Bihar và Uttar Pradesh. và hơn một trăm người đã chết. Hơn 85% Vườn quốc gia Kaziranga bị ngập lụt. Các quan chức chính phủ đã bị chỉ trích vì đã không đưa ra nhiều biện pháp phòng ngừa trước khi những trận lũ lụt xảy ra. Ví dụ ở Bihar và Reuters, kè và đường không thể thoát nước hoặc thoát nước kém.
Mumbai phải đối mặt với những vấn đề nghiêm trọng mỗi năm trong mùa mưa vì những hạn chế xây dựng lỏng lẻo và số người vô gia cư lớn, Một bệnh viện bị ngập, và giao thông công cộng của thành phố đã bị buộc phải đóng cửa. Thời tiết cũng khiến một tòa nhà nhiều tầng kéo dài hàng thế kỷ sụp đổ, giết chết ít nhất 33 người.

### Nepal
Vào ngày 24 tháng 8, 143 người đã bị giết ở Nepal; 1,7 triệu người đã bị ảnh hưởng bởi họ, và khoảng 461.000 người đã bị buộc phải rời khỏi nhà của họ. Đường băng sân bay Biratnagar bị ngập và sân bay buộc phải đóng cửa vào ngày 15 tháng 8. Các chuyên gia nói rằng lũ lụt là điều tồi tệ nhất của Nepal trong nhiều năm; khoảng một phần ba đất nước bị ngập lụt, phần lớn là ở các khu vực nghèo nhất của đất nước.

### Pakistan
Mưa gây ra lũ lụt ở thành phố Karachi, thành phố lớn nhất của Pakistan. Ít nhất 23 người, trong đó có bảy trẻ em, đã chết. Hầu hết các nạn nhân chết vì bị điện giật, trong khi những người khác bị thiệt mạng do sập nhà hoặc chết đuối.
Theo các dịch vụ cứu hộ Edhi và Chhipa, có hơn 19 người thiệt mạng trong các sự cố liên quan đến mưa, bao gồm điện giật, bảng thông báo rơi và mái nhà sụp đổ.

## Mở rộng
- Wall Street Journal videos